# Pajor András
Pajor András  (Budapest, 1958. június 26. –) római katolikus pap, író, újságíró, a Keresztény Kulturális Akadémia elnöke.

## Életpályája
Pajor Sándor és Treigár Margit harmadik gyermekeként született[forrás?]. 1976-ban, a Szentendrei Ferences Gimnáziumban érettségizett. Két év sorkatonai szolgálat után kezdte el teológiai tanulmányait. Első versei, publikációi már növendékkorában megjelentek, közben az esztergomi Magyar Egyházirodalmi Iskola elnökévé választották.[forrás?]
1985. június 15-én Lékai László bíboros szentelte pappá Esztergomban. Egy évig Solymáron, további három esztendeig Óbudán volt káplán.
31 évesen plébánosi kinevezést kapott a Nógrád megyei Mohorára és Cserháthalápra, közben Balassagyarmaton a Hitoktatóképző Főiskolán filozófiát és dogmatikát tanított. Fiatal papként egy ideig állandó, ifjúsági levelező rovatot vezetett az Új Ember katolikus hetilapban. Ettől az időtől jelentek meg először ifjúsági zsebkönyvei, majd komolyabb terjedelmű tudományos és szépirodalmi művei is.
Éveken át volt szerkesztője a Kossuth Rádió Katolikus félóra című műsorának. 1994-ben Budapestre (Cinkotára és Árpádföldre) került plébánosnak. Ezután néhány éven át speciális kollégiumként teológiát és bibliaismeretet tanított az ELTE Tanárképző Főiskolai Karán[forrás?], majd Mallár Évával és Pilhál Györggyel megalapította a Prudencia Keresztény Újságíró Iskolát, ahol keresztény kultúrtörténetet, szerkesztéstant és irodalomesztétikát tanított.
Később a Pannon Rádióban jegyzetíró és egy ifjúsági műsor szerkesztő-műsorvezetője volt. A rádió megszűnése után a Vasárnapi Újság bízta meg rendszeres jegyzetírással. Közben a Keresztény Értelmiségiek Szövetsége felkérte egyetlen országos elnökének, de megválasztását politikai okokból kívülről letiltották.[forrás?] Ezek alatt az évek alatt előadásaival járta az országot és a külhoni magyar közösségeket. 2003-ban Paskai László bíboros a Herminamezői Szentlélek-templom (Budapest, Kassai tér) plébánosává nevezte ki. 2009-ben a Keresztény Kulturális Akadémia kuratóriuma megválasztotta országos elnökének.

## Politikai aktivitása
A 2014-es országgyűlési választás napján a szegedi Felsővárosi templom padjain (a reggeli misén) Pajor András aláírásával ellátott szórólapok jelentek meg, András atya nyílt levele a „baloldali” szavazókhoz címmel. A röplapon többek között az alábbi mondatokat lehetett olvasni: „[Az ellenzék] ellenkezése mára olyan mély szintre süllyedt, hogy Önöket is súlyosan sérti, ha ennek a stílusnak, ezeknek a méltatlanná vált személyeknek Önök a címzettjei. (...) egyáltalán, a barbárságnak ez a szintje nevezhető-e még baloldaliságnak? Kérem, fontolják meg, elsősorban nem a választás elvesztése, hanem önmaguk, emberi tartásuk megőrzése a tét. Kérem, utasítsák el a kompromittálódott személyeket és azt a stílust, amely az ő győzelmük esetén eluralhatja az országot, a közigazgatást, a közszellemet.”
A 2014-es önkormányzati választás kapcsán azzal került be a neve a médiába, hogy a templomban nyíltan kampányolt a kormánypártok mellett. A szentmise végén felolvasott hirdetmények egyike volt az alábbi felhívás: „Mindannyian menjünk el szavazni úgy, hogy megerősítjük újabb 5 évre a jelenlegi önkormányzati felállást, a fideszes képviselőket. Ez azért is fontos, mert templomunknak, plébániánknak és egész közösségünknek nagy kellemetlenséget okozunk, ha nem tudjuk folytatni az együttműködést a jelenlegi zuglói vezetéssel.”
Az európai migrációs válsággal, valamint a déli határzárral kapcsolatban közzétett bejegyzéseit néhány weboldal cikkírója kifogásolta. 2015 júliusában a blogján fogalmazott meg nézeteket a témában, miszerint: „Semmiféle erkölcsi kötelezettségünk nincs végleges befogadásukra, különösen, ha törvénytelenül érkeznek közénk. Nem várhatjuk el a tudatos, kulturális és lelki beilleszkedésüket, ezért ők nem várhatják el a végleges befogadásukat. Már csak azért sem, mert az országra a legnagyobb csapást folyamatosan a már régebb óta honos idegenszívűek mérik.”

## 2024 decemberi botrány
2024. december 5.-én került a nyilvánosságra sajtóban, hogy az Esztergom-Budapesti Főegyházmegye eljárást indított, mert bejelentések érkeztek a Gyermek- és Ifjúságvédelmi Szolgálatához a plébános ellen. Az ügyben rendőrségi bejelentés is történt.

## Egyéb
2011. áprilisában máig ismeretlen tettesek egy kibiztosított jugoszláv tojásgránátot helyeztek el a Kassai téri templom szentélyajtaja elé. Pajor András másnap azt nyilatkozta a sajtónak, hogy feltehetőleg hajléktalanok (avagy „bérkoldusok”) állhatnak a merényletkísérlet mögött.